# Pawel Latuschka

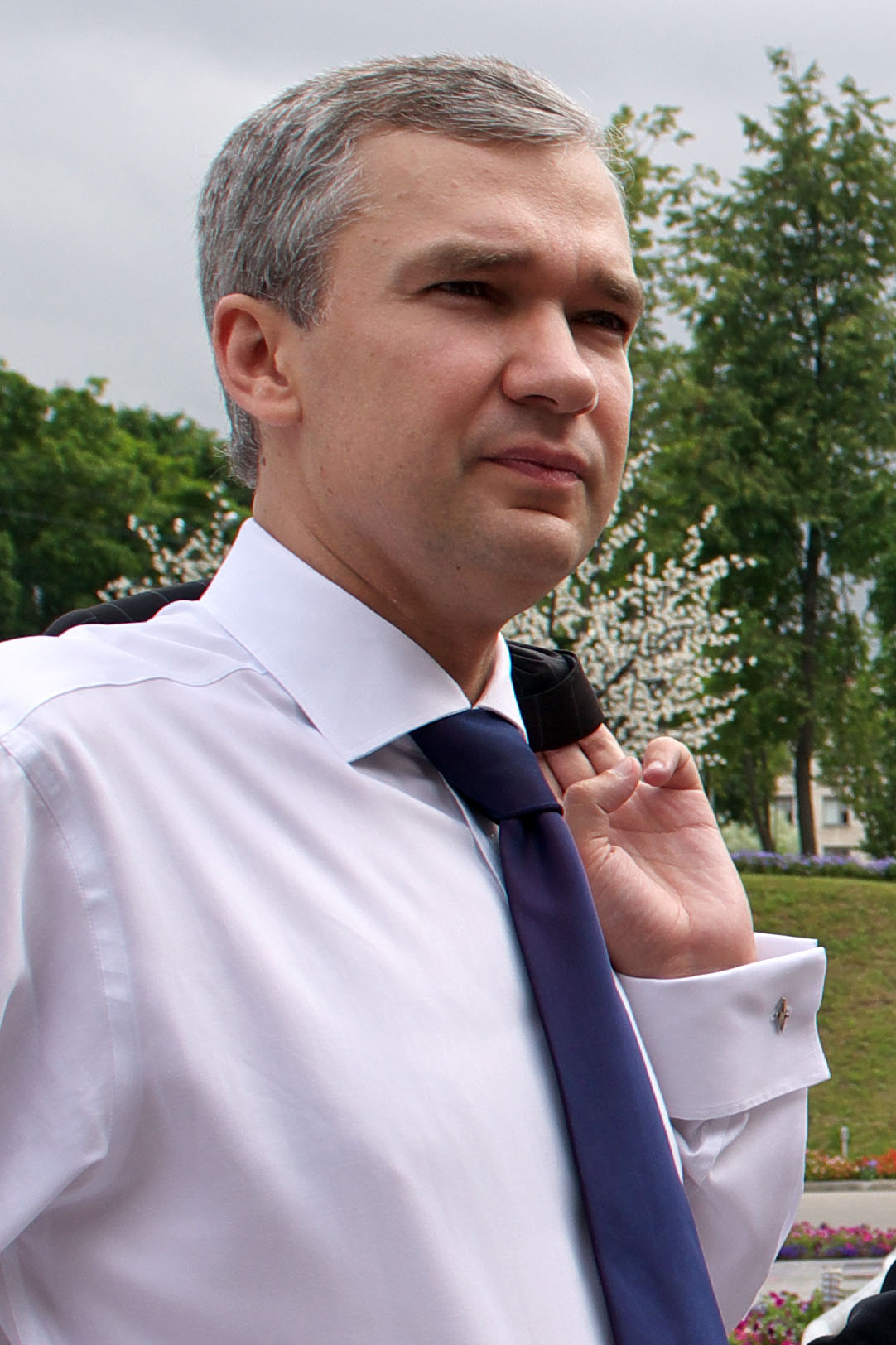
Pawel Latuschka (2010)

Pawel Paulawitsch Latuschka (belarussisch Павел Паўлавіч Лату́шка; * 10. Februar 1973 in Minsk) ist ein belarussischer Politiker und Diplomat.

## Leben
Latuschka studierte an der Belarussischen Staatlichen Universität und der Minsker Staatlichen Linguistischen Universität. Von 2009 bis 2012 war Latuschka Minister für Kultur, später (2012–2019) Botschafter in Frankreich. Im März 2019 wurde er zum Direktor des Janka-Kupala-Theater ernannt.
Nach den Protesten in Belarus 2020 wurde er Mitglied des Koordinierungsrats. Nachdem Präsident Aljaksandr Lukaschenka Drohungen gegen ihn ausgesprochen hat, ist Latuschka nach Polen ausgereist, wo er zurzeit im Exil lebt.
Ende Oktober 2020 wurde Latuschka Leiter des Volks-Antikrisenmanagements, einer vom belarussischen Koordinierungsrats für den friedlichen Machtwechsel eingesetzten Schattenregierung.
Am 9. August 2022 verkündete Swjatlana Zichanouskaja auf einer Konferenz in Vilnius die Gründung eines Vereinigten Übergangskabinetts. Latuschka ist darin die verantwortliche Person für den Machtwechsel.
Im März 2023 verurteilte ein belarussisches Gericht Latushko in Abwesenheit zu 18 Jahren Haft.

## Kritik
Im Oktober 2002 beschuldigte Pawel Latuschko den russischen Politiker Boris Nemzow der Einmischung in innere Angelegenheiten und unterstützte seine Ausweisung aus Belarus.

„Nemzows Bemühungen, die Entwicklung der belarussisch-russischen Beziehungen zu erschweren, den Integrationsprozess zu verlangsamen und seine kategorische Ablehnung der Politik des Aufbaus des Unionsstaates schaden nicht nur den bilateralen belarussisch-russischen Beziehungen, sondern auch den Aussichten auf den Aufbau der Union.“

Während der Präsidentschaftswahlen 2006 provozierte Pavel Latushko einen Skandal in Polen.
Der belarussische Botschafter nahm per Telefonkonferenz an der Sendung 24 Stunden des Nachrichtensenders TVN24 teil. Pawel Latuschko musste unangenehme Fragen des Moderators über den Verlauf der Wahlen, den Zugang der Oppositionskandidaten zu den Medien und die Verhaftung von Aktivisten beantworten. Am Ende der Telefonkonferenz vergaß der Betreiber, die Kamera auszuschalten, und später wurden die folgenden Worte des Botschafters bekannt:

„Ich werde Ihrem Sender nie wieder ein Interview geben - es ist ein Alptraum […] Ihre Journalisten sind […] nun ja […] was sie im Sommer gemacht haben, und jetzt fangen sie wieder mit dem Präsidenten an […] Es ist einfach […] Wenn ich kein Botschafter wäre, würde ich mich entschuldigen und ihm [dem Moderator] eine Ohrfeige verpassen.“

Pawel Latuschko wurde „auf dem Teppich“ ins polnische Außenministerium vorgeladen und zu Konsultationen nach Belarus zurückgerufen. Polnische Politiker forderten, Latushko zur Persona non grata zu erklären.